# Giải vô địch bóng đá U-19 nữ Đông Nam Á 2023
Giải vô địch bóng đá U-19 nữ Đông Nam Á 2023 (tiếng Anh: 2023 AFF U-19 Women's Championship) là mùa giải thứ 3 của Giải vô địch bóng đá U-19 nữ Đông Nam Á được tổ chức bởi Liên đoàn bóng đá Đông Nam Á (AFF) tại Indonesia.

## Các đội tham dự
Giải đấu không có vòng loại, tất cả đều được tham dự vòng chung kết. Các đội bóng thành viên của Liên đoàn bóng đá Đông Nam Á dưới đây đều tham dự giải đấu.
| Đội         | Hiệp hội         | Tham dự | Thành tích tốt nhất lần trước |
| ----------- | ---------------- | ------- | ----------------------------- |
| Campuchia   | LĐBĐ Campuchia   | 2 lần   | Vòng bảng (2022)              |
| Indonesia   | HHBĐ Indonesia   | 2 lần   | Vòng bảng (2022)              |
| Lào         | HHBĐ Lào         | 1 lần   | Lần đầu                       |
| Malaysia    | HHBĐ Malaysia    | 2 lần   | Vòng bảng (2022)              |
| Myanmar     | LĐBĐ Myanmar     | 3 lần   | Hạng ba (2014)                |
| Philippines | LĐBĐ Philippines | 2 lần   | Vòng bảng (2022)              |
| Singapore   | HHBĐ Singapore   | 3 lần   | Hạng tư (2014)                |
| Thái Lan    | HHBĐ Thái Lan    | 3 lần   | Vô địch (2014)                |
| Đông Timor  | HHBĐ Đông Timor  | 2 lần   | Vòng bảng (2014)              |
| Việt Nam    | LĐBĐ Việt Nam    | 3 lần   | Á quân (2014, 2022)           |

| Không tham dự |
| ------------- |
| Úc            |
| Brunei        |

## Địa điểm
Các trận đấu sẽ diễn ra tại Thành phố Thể thao Jakabaring, với 2 sân vận động là Sân vận động Gelora Sriwijaya và Sân vận động Jakabaring.
| Palembang                     | Palembang               |
| ----------------------------- | ----------------------- |
| Sân vận động Gelora Sriwijaya | Sân vận động Jakabaring |
| Sức chứa: 23.000              | Sức chứa: 5.000         |
|                               |                         |
| Thành phố Thể thao Jakabaring |                         |

## Vòng bảng
Đội đứng đầu mỗi bảng và đội xếp thứ hai có thành tích tốt nhất giành quyền vào bán kết.
Các tiêu chí
Thứ hạng trong mỗi bảng sẽ được xác định như sau:
Thứ hạng trong mỗi bảng sẽ được xác định như sau:
1. Điểm số;
2. Kết quả đối đầu trực tiếp giữa các đội liên quan;
3. Hiệu số bàn thắng thua;
4. Số bàn thắng ghi được;
5. Sút luân lưu nếu hai đội liên quan gặp nhau trong trận cuối cùng;
6. Điểm kỷ luật (thẻ vàng = –1 điểm, thẻ đỏ gián tiếp = –3 điểm, thẻ đỏ trực tiếp = –3 điểm, thẻ vàng + thẻ đỏ trực tiếp = –4 điểm);
7. Bốc thăm của ban tổ chức.

Tất cả trận đấu diễn ra theo giờ địa phương WIB (UTC+7)

### Bảng A
| VT | Đội           | ST | T | H | B | BT | BB | HS  | Đ | Giành quyền tham dự     |
| -- | ------------- | -- | - | - | - | -- | -- | --- | - | ----------------------- |
| 1  | Indonesia (H) | 3  | 3 | 0 | 0 | 16 | 1  | +15 | 9 | Vòng đấu loại trực tiếp |
| 2  | Campuchia     | 3  | 2 | 0 | 1 | 3  | 6  | −3  | 6 |                         |
| 3  | Lào           | 3  | 1 | 0 | 2 | 7  | 6  | +1  | 3 |                         |
| 4  | Đông Timor    | 3  | 0 | 0 | 3 | 0  | 13 | −13 | 0 |                         |

| Campuchia        | 2–1      | Lào         |
| ---------------- | -------- | ----------- |
| - Chhit 10', 53' | Chi tiết | - Chinda 4' |

| Indonesia                                                                        | 7–0      | Đông Timor |
| -------------------------------------------------------------------------------- | -------- | ---------- |
| - Awi 10', 64' - Claudia 25' - Cecilia 35' (l.n.) - Wandik 45' - Ayunda 66', 90' | Chi tiết |            |

| Đông Timor | 0–1      | Campuchia    |
| ---------- | -------- | ------------ |
|            | Chi tiết | - Somrit 85' |

| Lào            | 1–4      | Indonesia                                    |
| -------------- | -------- | -------------------------------------------- |
| - Chaikham 12' | Chi tiết | - Sava 17' - Claudia 45+3', 68' - Ayunda 83' |

| Lào                                                         | 5–0      | Đông Timor |
| ----------------------------------------------------------- | -------- | ---------- |
| - Ling 11' - Sinlakhone 22' - Chaikham 31', 89' - Kemmy 66' | Chi tiết |            |

| Indonesia                                               | 5–0      | Campuchia |
| ------------------------------------------------------- | -------- | --------- |
| - Claudia 32' - Awi 48' - Ayunda 58' - Sheva 60', 90+4' | Chi tiết |           |

### Bảng B
| VT | Đội       | ST | T | H | B | BT | BB | HS  | Đ | Giành quyền tham dự     |
| -- | --------- | -- | - | - | - | -- | -- | --- | - | ----------------------- |
| 1  | Việt Nam  | 2  | 2 | 0 | 0 | 11 | 0  | +11 | 6 | Vòng đấu loại trực tiếp |
| 2  | Malaysia  | 2  | 1 | 0 | 1 | 1  | 6  | −5  | 3 |                         |
| 3  | Singapore | 2  | 0 | 0 | 2 | 0  | 6  | −6  | 0 |                         |

| Việt Nam                                                                                             | 5–0      | Singapore |
| --- | -------- | --------- |
| - Lưu Hoàng Vân 7', 17' - Ngọc Minh Chuyên 14' - Hồ Thị Thanh Thảo 16' - Lê Thị Bảo Trâm 65' (ph.đ.) | Chi tiết |           |

| Singapore | 0–1      | Malaysia            |
| --------- | -------- | ------------------- |
|           | Chi tiết | - S. Thivashini 65' |

| Malaysia | 0–6      | Việt Nam                                                                                                  |
| -------- | -------- | --- |
|          | Chi tiết | - Vũ Thị Hoa 21' (ph.đ.) - Ngọc Minh Chuyên 25', 53', 88' - Nguyễn Thùy Linh 67' - Hoàng Thị Ngọc Ánh 80' |

### Bảng C
| VT | Đội         | ST | T | H | B | BT | BB | HS | Đ | Giành quyền tham dự     |
| -- | ----------- | -- | - | - | - | -- | -- | -- | - | ----------------------- |
| 1  | Thái Lan    | 2  | 2 | 0 | 0 | 7  | 0  | +7 | 6 | Vòng đấu loại trực tiếp |
| 2  | Myanmar     | 2  | 1 | 0 | 1 | 2  | 2  | 0  | 3 | Vòng đấu loại trực tiếp |
| 3  | Philippines | 2  | 0 | 0 | 2 | 1  | 8  | −7 | 0 |                         |

| Philippines | 0–6      | Thái Lan                                                                                                 |
| ----------- | -------- | --- |
|             | Chi tiết | - Kantisa 17' - Natcha 19' - Jeena 75' (ph.đ.) - Anaphon 82' - Thanchanok J. 83' - Rinyaphat 84' (ph.đ.) |

| Myanmar                                | 2–1      | Philippines    |
| -------------------------------------- | -------- | -------------- |
| - Zin Moe Pyae 58' - Yin Loon Eain 75' | Chi tiết | - Alforque 40' |

| Thái Lan | 1–0      | Myanmar             |
| -------- | -------- | ------------------- |
|          | Chi tiết | - Pitchayathida 90' |

### Xếp hạng các đội đứng thứ hai
Đội có thành tích tốt nhất sẽ giành quyền vào vòng đấu loại trực tiếp.
Do số đội các bảng khác nhau, kết quả thi đấu với mỗi đội xếp thứ tư trong bảng không được tính.
| VT | Bg | Đội       | ST | T | H | B | BT | BB | HS | Đ | Giành quyền tham dự     |
| -- | -- | --------- | -- | - | - | - | -- | -- | -- | - | ----------------------- |
| 1  | C  | Myanmar   | 2  | 1 | 0 | 1 | 2  | 2  | 0  | 3 | Vòng đấu loại trực tiếp |
| 2  | A  | Campuchia | 2  | 1 | 0 | 1 | 2  | 6  | −4 | 3 |                         |
| 3  | B  | Malaysia  | 2  | 1 | 0 | 1 | 1  | 6  | −5 | 3 |                         |

## Vòng đấu loại trực tiếp
Trong vòng đấu loại trực tiếp, hiệp phụ và loạt sút luân lưu sẽ được sử dụng để quyết định đội thắng nếu cần thiết.
Vào ngày 10 tháng 7, Liên đoàn bóng đá Đông Nam Á hay AFF đã làm rõ về việc bốc thăm vòng bán kết, dẫn đến việc đội tuyển quốc gia Indonesia sẽ đấu với Thái Lan thay vì ở bán kết. Theo điều kiện, nếu đội nhì bảng có thành tích tốt nhất đến từ Bảng A hoặc Bảng C, thì đội nhì bảng có thành tích tốt nhất sẽ đi tiếp vào bán kết gặp đội nhất Bảng B nên đã điều chỉnh bốc thăm như sau.

### Sơ đồ
|  | Bán kết                | Bán kết  |                        |   | Chung kết | Chung kết |
|  |                        |          |                        |   |           |           |
|  | 13 tháng 7 – Palembang |          |                        |   |           |           |
|  |                        |          |                        |   |           |           |
|  | Việt Nam (s.h.p.)      | 2        |                        |   |           |           |
|  | Việt Nam (s.h.p.)      | 2        | 15 tháng 7 – Palembang |   |           |           |
|  | Myanmar                | 1        |                        |   |           |           |
|  | Myanmar                | 1        | Việt Nam               | 1 |           |           |
|  | 13 tháng 7 – Palembang |          | Việt Nam               | 1 |           |           |
|  |                        | Thái Lan | 2                      |   |           |           |
|  | Indonesia              | Thái Lan | 2                      | 1 |           |           |
|  | Indonesia              |          |                        | 1 |           |           |
|  | Thái Lan               | 7        |                        |   |           |           |
|  | Thái Lan               | 7        | Tranh hạng ba          |   |           |           |
|  |                        |          |                        |   |           |           |
|  | 15 tháng 7 – Palembang |          |                        |   |           |           |
|  |                        |          |                        |   |           |           |
|  | Myanmar (p)            | 1 (4)    |                        |   |           |           |
|  | Myanmar (p)            | 1 (4)    |                        |   |           |           |
|  | Indonesia              | 1 (2)    |                        |   |           |           |

### Các trận đấu

#### Bán kết
| Việt Nam                                   | 2–1 (s.h.p.) | Myanmar            |
| ------------------------------------------ | ------------ | ------------------ |
| - Ngọc Minh Chuyên 43' - Lê Thị Trang 104' | Chi tiết     | - Yin Loon Eain 8' |

| Indonesia     | 1–7      | Thái Lan                                                                 |
| ------------- | -------- | ------------------------------------------------------------------------ |
| - Claudia 24' | Chi tiết | - Thawanrat 15', 31', 70' - Anaphon 29', 47' - Chattaya 63' - Natcha 87' |

#### Tranh hạng ba
| Myanmar                                                 | 1–1      | Indonesia                        |
| ------------------------------------------------------- | -------- | -------------------------------- |
| - Yin Loon Eain 30'                                     | Chi tiết | - Awi 49' (ph.đ.)                |
| Loạt sút luân lưu                                       |          |                                  |
| - Theingi Htwe - Sandar Lin - Phyu Phyu Win - Phyu Phwe | 4–2      | - Helsya - Claudia - Awi - Ellen |

#### Chung kết
| Việt Nam            | 1–2      | Thái Lan                        |
| ------------------- | -------- | ------------------------------- |
| - Lý Linh Trang 75' | Chi tiết | - Supaporn 69' - Thanchanok 72' |

## Thống kê

### Vô địch
| Giải vô địch bóng đá U-19 nữ Đông Nam Á |
| --------------------------------------- |
| · Thái Lan · Lần thứ 2                  |

### Cầu thủ ghi bàn
Đã có 64 bàn thắng ghi được trong 16 trận đấu, trung bình 4 bàn thắng mỗi trận đấu.
5 bàn thắng
- Claudia Scheunemann
- Ngọc Minh Chuyên

4 bàn thắng
- Ayunda Anggraini
- Marsela Yuliana Awi

3 bàn thắng
- Chaikham Xaiyapaserd
- Yin Loon Eain
- Anaphon Amanpong
- Thawanrat Promthongmee

2 bàn thắng
- Chhit Sapheourn
- Sheva Imut
- Natcha Kaewanta
- Thanchanok Jansri
- Lưu Hoàng Vân

1 bàn thắng
- Somrit Nimol
- Armelia Nur Sava Zada
- Rana Wandik
- Chinda Sihalath
- Kemmy Oudomsok
- Ling Manivanh
- Sinlakhone Bounnaly
- S. Thivashini
- Zin Moe Pyae
- Maegan Alforque
- Chattaya Pratumkul
- Jeena Thongpan
- Kantisa Inchamnan
- Pitchayathida Manowang
- Rinyaphat Mondong
- Supaporn Inthaprasit
- Hồ Thị Thanh Thảo
- Hoàng Thị Ngọc Ánh
- Lê Thị Bảo Trâm
- Lê Thị Trang
- Lý Linh Trang
- Nguyễn Thùy Linh
- Vũ Thị Hoa

1 bàn phản lưới nhà
- Cecilia Dos Santos (trong trận gặp Indonesia)

### Bảng xếp hạng
Bảng này cho biết thứ hạng của các đội xuyên suốt giải đấu.

| VT | Đội           | ST | T | H | B | BT | BB | HS  | Đ  | Kết quả chung cuộc  |
| -- | ------------- | -- | - | - | - | -- | -- | --- | -- | ------------------- |
| 1  | Thái Lan      | 4  | 4 | 0 | 0 | 16 | 2  | +14 | 12 | Vô địch             |
| 2  | Việt Nam      | 4  | 3 | 0 | 1 | 14 | 3  | +11 | 9  | Á quân              |
| 3  | Myanmar       | 4  | 1 | 1 | 2 | 4  | 5  | −1  | 4  | Hạng ba             |
| 4  | Indonesia (H) | 5  | 3 | 1 | 1 | 18 | 9  | +9  | 10 | Hạng tư             |
|    |               |    |   |   |   |    |    |     |    |                     |
| 5  | Campuchia     | 3  | 2 | 0 | 1 | 3  | 6  | −3  | 6  | Bị loại ở vòng bảng |
| 6  | Lào           | 3  | 1 | 0 | 2 | 7  | 6  | +1  | 3  | Bị loại ở vòng bảng |
| 7  | Malaysia      | 2  | 1 | 0 | 1 | 1  | 6  | −5  | 3  | Bị loại ở vòng bảng |
| 8  | Singapore     | 2  | 0 | 0 | 2 | 0  | 6  | −6  | 0  | Bị loại ở vòng bảng |
| 9  | Philippines   | 2  | 0 | 0 | 2 | 1  | 8  | −7  | 0  | Bị loại ở vòng bảng |
| 10 | Đông Timor    | 3  | 0 | 0 | 3 | 0  | 13 | −13 | 0  | Bị loại ở vòng bảng |